# Il primo sole dell'estate
Il primo sole dell'estate è il secondo romanzo dell'autrice italiana Daniela Raimondi, pubblicato nel 2023, che riprende alcuni personaggi del precedente La casa sull'argine.

## Trama
Nel 1947 i due fratelli gemelli Guido e Dolfo Martiroli, originari di Stellata di Bondeno e stabilitisi a Caposotto di Sermide, nel Mantovano, paese delle loro mogli Elsa e Zena, diventano entrambi genitori di una bambina: Guido di Norma e Dolfo di Donata. Anche dopo il matrimonio e la maternità, Elsa e Zena si recano nel Vercellese per lavorare come mondine onde raggranellare un po' di denaro. Dopo un'esperienza con un corteggiatore del luogo che le lascia dei sensi di colpa, Zena accetta la proposta del marito di trasferirsi a Viggiù, vicino al confine con la Svizzera dove egli avrebbe lavorato come manovale. Dal canto loro, Guido ed Elsa in estate partecipano alla campagna saccarifera e affidano la bambina alla nonna materna Neve, a Stellata. Qui Norma fa amicizia con l'altro bambino Elia, figlio del meccanico detto "Bicicli" e della donna detta "la Ghelfa", col quale passa dei momenti piacevoli alla scoperta della campagna e della natura.
Nel 1954, Guido decide di raggiungere il fratello a Viggiù, e pertanto Norma deve salutare Elia. Nel paese varesotto Guido si prende un'amante in Flora, una donna che canta con lui in un gruppo di amatori della lirica. Elsa finisce per consolarsi col cognato, e per amore del quieto vivere ognuno finge di non conoscere le mancanze del coniuge. Norma e Donata crescono molto unite.
Qualche anno dopo, in occasione di un ritorno a Stellata per far visita ai nonni materni, Norma resiste al maldestro tentativo di Elia di baciarla, cosa che lascia il ragazzo profondamente scornato; tuttavia essa non si rifiuta categoricamente altri corteggiatori, come Claudio, conosciuto al mare nel 962 o Michele, il suo ragazzo fisso mentre sta terminando l'istituto magistrale.
Nel 1973 muore Donata, coinvolta in torbide vicende di terrorismo rosso. L'anno dopo torna a Stellata Adele, la nipote di Neve che si era trasferita molti anni prima in Brasile, dove risiedeva il marito, oriundo italiano. È lei ad assistere al trapasso della nonna di Norma; quest'ultima, stanca di fare la maestra elementare, è in procinto di partire per Londra e apprende dai genitori di Elia che anche il loro figlio si trova là, a studiare per un dottorato di ricerca.
A Londra, Norma incontra a un corso d'inglese una giovane francese di nome Monique, della quale diventa grande amica. Le viene poi prospettato un lavoro presso l'Università di Edimburgo; prima di recarsi in Scozia prova a contattare Elia. I due s'incontrano e iniziano a parlare come non facevano per molti anni, finendo per passare insieme due giornate intere. Al ritorno nel suo alloggio, Norma scopre che il lavoro a Edimburgo è stato assegnato a un'altra persona, quindi rimane a Londra. Norma ed Elia continuano a vedersi andando poi a convivere, dapprima come semplici concubini, poi come marito e moglie. Per il viaggio di nozze accettano l'invito di Adele di andare a trovarla in Brasile nella sua fazenda.
Qui Elia e Norma fanno la conoscenza di Maria Luz, la quarantacinquenne figlia divorziata di Adele, e di Núbia Vergara, la servitrice di colore in cui risiede la memoria storica della casa. Affascinata dai racconti della cugina, Norma accetta di assumere con lei la droga ayahuasca: ottiene così delle visioni di Donata e di Neve, con la quale riesce a comunicare.
I due neosposi passano un po' di tempo in Italia vicino alle loro famiglie, prima di tornare a Londra. Qui apprendono che Monique è sul punto di sposarsi con Bijan, un amico iraniano di Elia in via di radicalizzazione, cosa che non lascia presagire a Norma niente di buono.
Nel 1976 Elia viene assunto alla McLaren, così assieme alla moglie può permettersi un nuovo appartamento in Caledonian Road. Tra i vicini di casa con cui instaurano buoni rapporti ci sono  un'anziana aristocratica russa detta "la Duchessa" e suo marito Rudy. L'anno dopo, ad una manifestazione di protesta contro la piattaforma politica razzista del National Front, Elia rimane gravemente ferito. I suoi genitori vanno a Londra per assisterlo finché non si riprende; Norma è abbattuta perché non riesce a restare incinta, nonostante le gravose terapie per la fertilità alle quali si sottopone. Chi invece, inaspettatamente, ha dato alla luce una bambina è Maria Luz, che la presenta ai cugini senza rivelare a Norma chi ne sia il padre. A Norma arrivano dall'Iran delle lettere di Monique, trasferitasi nel paese del marito, dai toni sempre più preoccupati, sia per la situazione politica che per il fanatismo di Bijan, al punto che, quando si rende conto di essere incinta, trova il modo di espatriare con un pretesto. Il rapporto tra Elia e Norma si deteriora a causa delle reciproche infedeltà; quando giunge dal Brasile la notizia della morte di Maria Luz, che ha lasciato come volontà testamentaria di affidare la figlioletta ai cugini, Elia deve confessare a Norma di essere lui il padre della bambina.
Dopo la separazione, Norma riprende la passione giovanile per la pittura e fa la conoscenza di Mark, un aitante giornalista più giovane di lei, col quale fa un viaggio in Messico; tuttavia, quando si accorge di essere incinta, decide di troncare la relazione. Dopo aver partorito una bambina, all'età di quarantadue anni, prova a informare Mark, ma desiste quando questi gli racconta di essersi riconciliato con la moglie, che è in dolce attesa. Alla bambina viene dato il nome di Federica; coccolata dalla madre, sviluppa una passione per la musica grazie alla presenza in casa dell'arpa lasciata da Rudy.
Nel 2010, Norma di passaggio a Stellata fa visita agli ex suoceri, che le danno una lettera di Elia risalente a dodici anni prima, nella quale esprime il desiderio di una riconciliazione. Nel 2015, dopo il funerale di Elsa, accudita dalla figlia negli ultimi mesi, Norma ed Elia si ritrovano.

## Personaggi
- Natalia Casadio detta Neve: madre dei gemelli Dolfo e Guido. Dopo la sua morte, il suo cadavere sembra improvvisamente ringiovanire nell'aspetto ed emana un forte profumo che fa accorrere sciami d'api.
- Radames Martiroli: marito di Neve, comunista e mangiapreti.
- Edvige Casadio: sorella maggiore di Neve, morta ultracentenaria.
- Guido Martiroli: primo figlio di Radames e Neve assieme al gemello Dolfo. Mostra una forte predisposizione per il canto lirico.
- Elsa Negri: moglie di Guido.
- Rodolfo Martiroli detto Dolfo: figlio di Radames e Neve, fratello gemello di Guido.
- Zena Bellini: moglie di Dolfo.
- Norma Martiroli: figlia di Guido ed Elsa. Ha una passione per la pittura, che trascura dopo gli studi magistrali per dedicarsi all'insegnamento. È la narratrice dei capitoli ambientati nel 2015.
- Donata Martiroli: figlia di Dolfo e Zena.
- Pericle: geometra piemontese, corteggiatore di Zena durante la stagione della monda del riso.
- Flora Rizzi: cantante dilettante, amante di Guido.
- Fortunato Bombarda detto Bicicli: meccanico di biciclette e ciclomorti.
- La Ghelfa: moglie di Bicicli, ritenuta dai compaesani una donna altezzosa.
- Elia Bombarda: figlio dei precedenti. Si laurea in ingegneria meccanica e, dopo il divorzio da Norma, torna in Italia portando con sé Renata, la figlia avuta da Maria Luz; trova lavoro alla Ferrari.
- Don Romano: parroco di Stellata, spesso interpellato da Bicicli sugli argomenti più disparati.
- Claudio: corteggiatore di Norma ai lidi ferraresi nell'estate del 1962.
- Michele: fidanzato di Norma a Viggiù quando è in IV superiore. È un giovane lavoratore conosciuto negli ambienti della FGCI.
- Monique: donna francese con un passato da hippie negli Stati Uniti e in India. Diventa grande amica di Norma e, per un certo periodo, moglie di Bijan.
- Bijan: collega iraniano di Elia. Nonostante la sua famiglia sia occidentalizzata (la madre gestisce una scuola di danza, il padre è un musicista classico) è un ammiratore dell'ayatollah Khomeini. All'instaurazione del nuovo regime torna in patria con Monique.
- Adele Casadio: nipote di Neve ed Edvige, andato in moglie al fazendero italo-brasiliano Rodrigo Schiavon.
- Maria Luz Schiavon: unica figlia sopravvissuta di Adele e Rodrigo. Coltiva ambizioni artistiche, assecondate dalla madre. Dopo aver divorziato dal marito, ha dei rapporti sessuali con Elia, del quale rimane incinta.
- Núbia Vergara: donna brasiliana, servitrice e confidente di Adele.
- Saša, detta la Duchessa: vicina di casa tetraplegica di Elia e Norma a Caledonian Road. È una nobile russa fuggita dalla patria dopo la rivoluzione bolscevica. Per guadagnare qualche soldo tiene un banco di carabattole usate al mercato di Camden Town.
- Rudy: marito della Duchessa, più giovane di lei. Suona l'arpa nei locali pubblici. Dopo la morte della moglie si deprime e sparisce senza dare notizie di sé.
- Mick e Carmel: coppia di irlandesi sulla cinquantina, rumorosi vicini di casa di Norma ed Elia.
- Renata: figlia di Maria Luz e di Elia. Alla fine della storia vive a Stellata, è sposata e madredi due gemelli.
- Mark Sheffield: giornalista inglese, amante di Norma dopo il divorzio. È il padre di Federica, della quale apprende l'esistenza solo ad anni di distanza.
- Pierre: figlio di Monique e Bijan, del quale il padre si disinteressa. Norma ed Elia sono i suoi padrini di battesimo.
- Federica: figlia di Norma e Mark. Diventa un'apprezzata musicista e ha un figlio di nome Mark.

## Edizioni
- Daniela Raimondi, Il primo sole dell'estate, collana Narrativa, n. 873, Milano, Nord, 2023, ISBN 978-88-429-3541-4.
- Daniela Raimondi, Il primo sole dell'estate, Milano, Mondolibri, 2023.
- Daniela Raimondi, Il primo sole dell'estate, collana Narrativa best seller, Milano, TEA, 2024, ISBN 978-88-502-7001-9.